# 草津グリーン劇場
草津グリーン劇場（くさつグリーンげきじょう）は、かつて存在した日本の映画館である。1927年（昭和2年）に滋賀県栗太郡草津町（現在の同県草津市）に文榮座（ぶんえいざ、新漢字表記文栄座）として開館、第二次世界大戦後、1948年（昭和23年）8月、角正太郎に経営が変わり、1956年（昭和31年）に文栄映画劇場（ぶんえいえいがげきじょう）と改称、経営が舟木秀之に変わった。1959年（昭和34年）に草津東映劇場（くさつとうえいげきじょう）と改称、関西共栄興行に経営が変わり1967年（昭和42年）に草津東宝劇場（くさつとうほうげきじょう）と改称、1972年（昭和45年）前後には草津グリーン劇場と改称した。1993年（平成5年）、閉館した。

## 沿革
- 1927年 - 文栄座として開館[1][2][3][18]
- 1956年 - 文栄映画劇場と改称[6]
- 1959年 - 草津東映劇場と改称[8]
- 1967年 - 草津東宝劇場と改称[11][12]
- 1972年前後 - 草津グリーン劇場と改称[13][14]
- 1993年 - 閉館[17][19]

## データ
- 所在地 : 滋賀県草津市大路1丁目4番30号[11][12][13][14][15][16][17][19]、現況はサービス付き高齢者向け住宅『ここあ草津』[20][21]
  - 開館時の滋賀県栗太郡草津町大字大路井字栄町537番地[1][2][3][8]、のちの同県草津市大路井町537番地[9][10]

北緯35度1分9秒 東経135度57分39秒 / 北緯35.01917度 東経135.96083度
- 経営 : 
  1. 田所由松 （1940年代[2][3]）
  2. 角正太郎 （1948年[4][5] - 1955年）
  3. 角ます （1955年）
  4. 舟木秀之 （1956年[7] - 1966年）
  5. 関西共栄興行 （1966年[11][12] - 1972年前後[13]）
  6. 株式会社自由映画（牧田義昌、1972年前後[14] - 1989年[15]）
  7. 有限会社自由映画社（長井幸雄、1989年[16] - 1993年[17][19]）
- 支配人 : 
  1. 田所由松 （1940年代[2][3]）
  2. 角正太郎 （1948年[4][5] - 1954年）
  3. 尾崎正一 （1955年[5]）
  4. 舟木秀之 （1956年[7] - 1967年[11]）
  5. 三宅祐蔵 （1967年[11][12] - 1972年前後[13]）
  6. 山本重勝 （1972年前後[14] - 1993年[15][16][17][19]）
- 構造 : 木造二階建 [5][8][13][14][15][17][19]
- 観客定員数 : 752名（1942年[2]） ⇒ 720名（1943年[3]） ⇒ 264名（1951年） ⇒ 250名（1955年[5]） ⇒ 600名（1956年） ⇒ 550名（1961年[8]） ⇒ 288名（1967年 - 1975年[13][14][15]） ⇒ 280名（1984年 - 1990年[16]） ⇒ 230名（1991年 - 1993年[17][19]）

## 概要

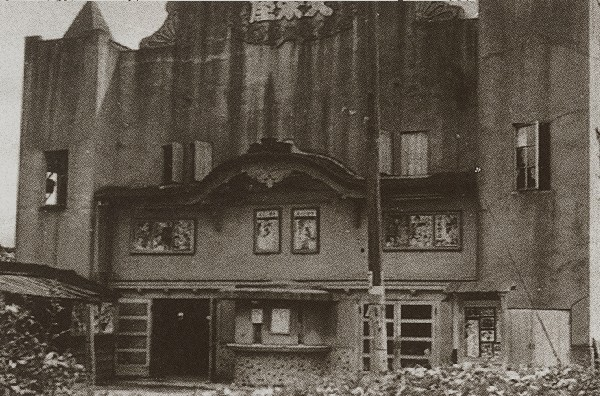
文榮座の時代、1954年（昭和29年）の写真。

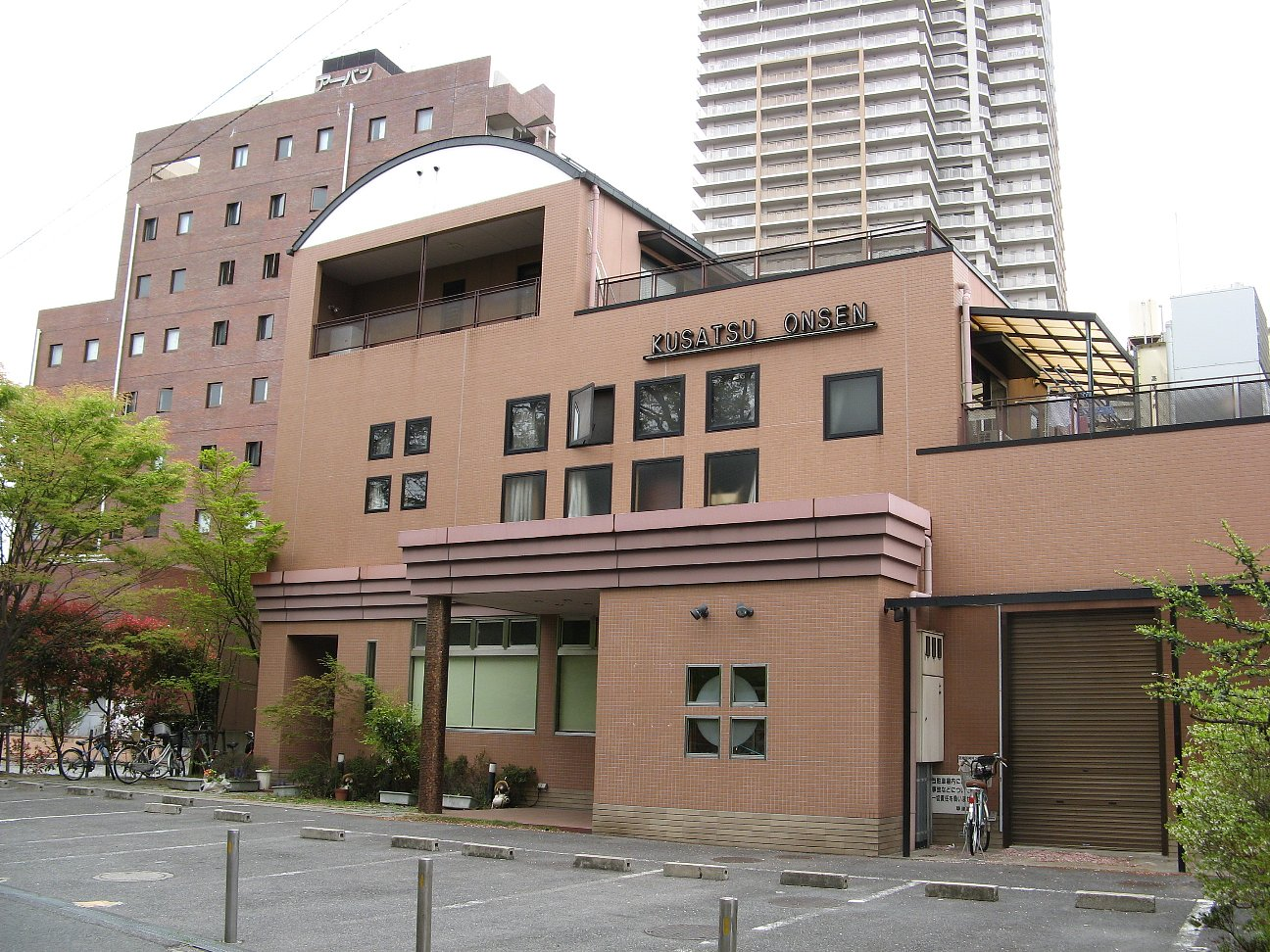
文榮座→グリーン劇場に隣接していた草津温泉。2007年（平成19年）の写真。

### 文榮座の時代
1927年（昭和2年）、滋賀県栗太郡草津町大字大路井537番地（現在の同県草津市大路1丁目4番30号）に文榮座として開館した。同館は、1924年（大正13年）に芝居小屋から映画館に転換した大正座（草津町二丁目、経営・鈴木八重三郎）に次ぐ、草津での2館目の映画館である。開館当初の経営者、興行系統、観客定員数等は不明である。同館の立地した大字大路井字栄町は、東海道本線の駅であり草津線の起点である草津駅の南、「天井川」として知られた草津川沿いに位置し、東に官庁街や旧東海道沿いの商店街、同館のすぐ隣には1925年（大正14年）に開業したばかりの「草津温泉」（2016年6月29日閉店）があった。大路井地区は草津宿跡であり、大正座のあった草津本町（現在の草津市草津）とは、1886年（明治19年）につくられた草津川トンネルでつながっていた。
同館についての詳細が記述されている同時代資料は、1942年（昭和17年）に発行された『映画年鑑 昭和十七年版』であり、同書によれば、当時の同館の経営者は田所由松、観客定員数は752名である。同年の日本では、第二次世界大戦による戦時統制が敷かれ、すべての映画が同年2月1日に設立された社団法人映画配給社の配給になり、すべての映画館が紅系・白系の2系統に組み入れられるが、同書には同館の興行系統については記述がない。
戦後は、1948年（昭和23年）8月、角正太郎（1899年 - 1987年）に経営が変わり、同館は新たに設立された。角正太郎は、野洲郡守山町大字吉身（現在の守山市吉身）の大黒座を入手して、守山映画劇場として1953年（昭和28年）12月に新たに設立、その後、1956年（昭和31年）には、大正座を入手して草津映画劇場と改称するとともに、文榮座のある大路井町に新たに草津第二映画劇場（のちの草津シネマハウス）を開館している。1954年（昭和29年）10月15日には、同町は市制を施行して草津市になったが、市内の映画館は3館になった。角正太郎は、1958年（昭和33年）11月2日には、伊藤武郎の独立映画に協力して、東京に映画の製作会社として大東興業を設立、同社において『キクとイサム』（1959年）、『武器なき斗い』（1960年）の2作をしている。

### 東映・東宝・グリーン劇場
この時期に、角正太郎は文榮座を手放しており、舟木秀之に経営権が移り、文栄映画劇場と改称している。戦後の同館は、長らく混映館であったが、1959年（昭和34年）にはさらに草津東映劇場と改称、東映の封切館になった。その後、東宝子会社の関西共栄興行に経営が変わり、支配人は当面、ひきつづき舟木秀之が行い、興行系統も東映・東宝の混映となったが、1967年（昭和42年）に草津東宝劇場と改称、東宝の封切館になるとともに、支配人も三宅祐蔵に交代した。この間、同市内では、かつて大正座であった草津映画劇場が1963年（昭和42年）に閉館、市内の映画館が2館に減少している。
1972年（昭和47年）前後には、経営が株式会社自由映画（代表・牧田義昌、東大阪市）に変わり、草津グリーン劇場と改称している。支配人は山本重勝に交代し、興行系統は松竹・東映・東宝・日活に変わった。市内のもう1館、草津第二映劇では、洋画と松竹の作品を興行していたが、1971年（昭和46年）11月20日に封切られた『団地妻 昼下りの情事』（監督西村昭五郎）および『色暦大奥秘話』（監督林功）を期に、日活が成人映画（日活ロマンポルノ）に舵を切り、同館は東映と日活の成人映画を興行するようになり、草津第二映劇では、東宝・松竹および洋画を上映するようになった。
1988年（昭和63年）、同市内の草津第二映劇がリニューアルし、草津スターホールおよび草津シネマハウス1・2の3館に増館したため、市内の映画館が4館に増えている。にっかつ（日活）は、同年5月28日公開作を最後にロマンポルノを撤退した。1989年（平成元年）には、同館を経営していた自由映画株式会社の専務取締役であった長井幸雄が有限会社自由映画社を設立、同館はこの新会社の経営に移っている。支配人は山本重勝がそのまま務め、興行もにっかつのまま続行した。
1993年（平成5年）、閉館した。2011年（平成23年）1月時点の同館跡地は駐車場となっていたが、その後先述の草津温泉と共に再開発が行われ、2017年（平成29年）11月1日、サービス付き高齢者向け住宅『ここあ草津』がグランドオープンし、現在に至る。有限会社自由映画社は、2019年（平成31年）2月現在、映画館については彦根ビバシティシネマのみを経営している。市内の映画館は、その後5館に拡大した草津シネマハウスが2007年（平成19年）9月30日に閉館し、翌2008年（平成20年）にワーナー・マイカル・シネマズ草津（現在のイオンシネマ草津、新浜町300番地）が開館して、現在に至る（2019年2月）。